# Robot Woman 3
Albums de Mother Gong
Robot woman 2
(1982) Breakthrough (album de Gong)
(1986)
Robot woman 3 est le quatrième album studio de Mother Gong sorti en 1986. Il a été enregistré à Melbourne. Les chansons sont de Gilli Smyth, Harry Williamson,B. Hanley,G. Smyth, J. Oliver, Tom The Poet et Daevid Allen.

## Liste des titres
| No | Titre                                          | Durée |
| -- | ---------------------------------------------- | ----- |
| 1. | It's You And Me Baby                           |       |
| 2. | a) Faces of Woman b) Desire c) Children's Song |       |
| 3. | Lady's Song                                    |       |
| 4. | Woman of Streams                               |       |
| 5. | I'm Sorry                                      |       |
| 6. | a) Men Cry b) Solutions c) Magenta (Part One)  |       |

## Musiciens
- Harry Williamson : Piano, Synthétiseur, batterie, Effets, Chœur
- Gilly Smith : chant
- Alicia, Alison, Bee, John, Lee, Nadine Honey, Silly Symphony Band, The, Tom The Poet : chœurs
- Daevid Allen: guitare (2a, 6c)